# Borbély Károly
Borbély Károly (Vajdahunyad, 1976. július 26. –) romániai magyar politikus, a Romániai Magyar Demokrata Szövetség (RMDSZ) tagja. 2007–2008 között  a Tăriceanu-kormány  hírközlési és informatikai minisztere volt. 2009-2012 között államtitkár a Gazdasági Minisztériumban. 2014-től az Energiaügyi Minisztérium államtitkára.

## Tanulmányai
- 1990–1994: A nagyenyedi Bethlen Gábor Középiskola[1]
- 1995–1999: Babeș–Bolyai Tudományegyetem – Idegenforgalmi és kereskedelmi management szak[1]
- Jelenleg: Bukaresti SNSPA, Közpolitikai és EU-integráció mesterképző[1]

## Munkatapasztalat
- 1999–2000: Aradi Concord Media SA – területi marketing igazgató
- 2000–2002: Winkler Gyula képviselő Parlamenti irodája – tanácsos
- 2003 február–2005 február: Magyar Befektetési és Kereskedelemfejlesztési Zrt., ITDH, Kolozsvári regionális iroda – regionális képviselő
- 2005 február–2007 december: Országos Ifjúsági Hatóság – államtitkár, elnök[1]
- 2007 december–2008 december: Távközlési és Informatikai Minisztérium – miniszter[1]
- 2009-2012 államtitkár, Gazdasági Minisztérium
- 2014-2014 államtitkár, Energiaügyi Minisztérium

## Politikai tevékenysége
- 1999–2001: Vajdahunyadi MADISZ – elnök
- 2001–2003: Hunyad Megyei Magyar Ifjúsági Tanács – elnök
- 2000–2002: RMDSZ Hunyad Megyei Szervezete – referens
- 2003–2005: Magyar Ifjúsági Értekezlet (MIÉRT) – szórvány alelnök